# Médecin anesthésiste-réanimateur
Un médecin anesthésiste-réanimateur ou médecin spécialiste en anesthésiologie est un praticien le plus souvent hospitalier responsable des actes d'anesthésie (pré et per-opératoire) et de réanimation (post-opératoire ou en service de réanimation).
De même, la décision de surseoir à une anesthésie ou de changer de technique sont de la compétence exclusive du médecin anesthésiste-réanimateur.
Le médecin anesthésiste-réanimateur travaille en étroite collaboration avec l'ensemble des services de l'hôpital : urgences, services de soins, plateaux techniques interventionnels, maternité …

## Formation

### En France
En France, la formation comprend, comme pour tout médecin, la PACES et les deux premiers cycles d'études médicales (DFGSM et DFASM, précédemment le PCEM et le DCEM) validés par le certificat de compétence clinique (CCC). Les étudiants passent ensuite le concours des EDN (épreuves dématérialisées nationales) ( anciennement ECN (épreuves classantes nationales)). La place obtenue aux EDN peut permettre de choisir l'internat d'anesthésie-réanimation, validé par un diplôme d'études spécialisées (DES) d'anesthésie-réanimation en cinq ans.
Le DES est complété par le diplôme d'État de docteur en médecine, donnant le titre de docteur qui est nécessaire pour exercer.
Au total la formation d'un anesthésiste réanimateur prend au minimum onze ans d'études supérieures.
La formation peut être complétée par un ou plusieurs diplômes d'études spécialisées complémentaires (DESC).

### En Suisse
En Suisse, la formation comprend tout d'abord des études complètes de médecine, aboutissant au diplôme fédéral de médecin (ou un titre étranger reconnu équivalent), puis une spécialisation d'une durée de 5 ans comprenant 4 à 4,5 ans en anesthésiologie et 6 à 12 mois en médecine intensive. Cette formation complémentaire aboutit à un diplôme fédéral de médecin spécialiste en anesthésiologie. La formation est ponctuée de deux examens: un examen écrit (examen de la European Society of Anaesthesiology) et un examen oral (discussion de cas).

## Rôles

### Enanesthésie

#### L'information du patient
Il revient à celui-ci d'évaluer l'état du patient, de l'informer sur le déroulement et les conséquences de l'acte anesthésique et de déterminer la technique anesthésique la plus appropriée, enfin d'assurer les suites interventionnelles relevant de l'anesthésie-réanimation. L'acte anesthésique ne se limite pas à la seule prise en charge durant l'intervention, mais comprend d'autres étapes avant et après celle-ci. Seul le médecin anesthésiste-réanimateur peut maîtriser l'ensemble de ces étapes. Notamment, la réduction du risque opératoire, dont découlent des choix thérapeutiques, suppose une analyse et un raisonnement physiopathologique que seul le médecin peut assurer, par sa formation et sa compétence spécifique.

#### L'acte d'anesthésie
La réalisation de l'anesthésie proprement dite nécessite la présence d'un médecin anesthésiste-réanimateur impérativement lors de l'induction (début de l'anesthésie), à tout moment où, du fait d'évènements critiques, l'état du patient peut justifier une modification de la conduite de l'anesthésie et / ou de la réanimation opératoire, ainsi qu'à la sortie de salle d'intervention après anesthésie générale ou rachidienne. La décision de sortie de la salle de surveillance post interventions (anciennement appelé salle de réveil) est aussi du ressort du médecin anesthésiste-réanimateur.

### Enréanimation
Il s'agit de la prise en charge des patients présentant ou susceptibles de présenter une ou plusieurs défaillances viscérales aiguës mettant directement en jeu le pronostic vital (détresse neurologique, hémodynamique ou respiratoire) . Le médecin anesthésiste-réanimateur intervient souvent dans les services d'urgence et SAMU-SMUR, pouvant alors avoir également une fibre d'urgentiste.